# NGC 3789
NGC 3789 est une galaxie lenticulaire située dans la constellation de la Coupe. NGC 3789 a été découverte par l'astronome américain Francis Leavenworth en 1886.

## Caractéristiques
Sa vitesse par rapport au fond diffus cosmologique est de 5 851 ± 31 km/s, ce qui correspond à une distance de Hubble de 86,3 ± 6,1 Mpc (∼281 millions d'al).

### Galaxie active
Selon la base de données Simbad, NGC 3789 est une galaxie à noyau actif.

## Paire optique de galaxies
La galaxie PGC 36152 qui semble former une paire avec NGC 3789 est en fait une lointaine galaxie. Son décalage vers le rouge est égal à 0,05137 ±0,00027, ce qui correspond à une distance de plus de 700 millions d'années-lumière.